# 백지금니금강 및 보문발원
백지금니금강 및 보문발원(白紙金泥金剛 및 普門發願)은 대한민국 경상북도 김천시 대항면, 직지사 성보박물관에 있는 고려시대의 필사본 사경이다. 2000년 12월 22일 대한민국의 보물 제1303호로 지정되었다.

## 개요
고려 공민왕(恭愍王) 20년(1371)에 비구니(比丘尼) 묘지(妙智), 묘수(妙殊)의 시주(施主)에 의해서 사성(寫成)된 것이다.
권수(卷首)에는 일반적인 경변상(經變相)과는 구도가 다른 협시보살을 거느린 불상과 관음보살상(觀音菩薩像)이 각각 금니(金尼)로 묘사되어 있고, 이어 금강반야바라밀경(金剛般若波羅密經), 묘법연화경 관세음보살 보문품 제25(妙法蓮華經 觀世音菩薩 普門品第二十五), 영가대사 발원문(永嘉大師 發願文)이 필사되어 있다.
권말(卷末)에는 "홍무 4년 신해 7월 일지(洪武四年辛亥七月日誌), 시주 비구니묘지(施主比丘尼妙智), 동원 비구니 묘수(同願比丘尼妙殊)"의 지기(識記)가 있어 시주지와 사성연대(寫成年代)를 알 수 있다. 고려본에서만 적용되고 있는 피휘결획(避諱缺劃)은 연호의 "武"자가 혜종 이름이므로 내리긋는 획이 결획되었다. 서체는 고려말에 일반적으로 쓰여진 안진경체(顔眞卿體)로 쓰여졌으며, 당시의 불교신앙의 일단면을 살필 수 있는 귀중한 자료이다.

## 같이 보기
- 직지사

## 참고 자료
- 백지금니금강 및 보문발원 - 국가유산청 국가유산포털